# Список українських псевдосоціологів
До списку внесені особи, які знаходяться у списку псевдосоціологів, який було оприлюднено на конференції «Повстання “чорних соціологів”. Новий виборчий сезон»
Учасники
- Володимир Паніотто - генеральний директор Київського міжнародного інституту соціології (КМІС), член правління Соціологічної асоціації України
- Євген Головаха - заступник директора Інституту соціології НАН України
- Роман Кульчинський - головний редактор Texty.org.ua
- Олександр Оксимець - координатор проєкту "Продавці рейтингів. База псевдосоціологів" (Texty.org.ua)

## А
- Антонович Денис
- Антонюк Олександр

## Б
- Бабанін Олег
- Багінський Андрій

Бала Віталій
- Балабан Ростислав
- Балюк Світлана
- Бауман Юрій
- Берест Віктор
- Бєлашко Сергій
- Биков Сергій
- Бізяєв Руслан
- Біловол Олексій
- Богатирьов Данило
- Бондаренко Володимир

Бондаренко Кость
- Боровський Олексій
- Бортник Руслан
- Бровкін Дмитро
- Броницька Олена
- Бузаров Андрій
- Булатевич Микола

## В
- Вакаров Василь
- Вальчишин Андрій
- Василевський Євген
- Васильковський Микола
- Веснянко Руслан
- Вигівський Сергій
- Відішенко Андрій
- Візковський Антон
- Вітмен Бернард
- Воєйков Олександр
- Волгов Микола

Волошин Олег
- Воля Володимир
- Вороненко Олексій
- Воронцов Геннадій

## Г
- Гаврилечко Юрій
- Гаврилова Ірина
- Гаєвський Денис
- Гайдай Валентин
- Гладких Валентин
- Глоба Павло
- Годний Сергій

Голобуцький Олексій
- Гончарук Валерій
- Горбач Володимир
- Городецька Олена
- Гороховський Денис
- Григорян Гурген
- Громаков Дмитро
- Губін Дмитро

## Д
- Давиденко Роман
- Данилюк Ростислав
- Дем’янов Сергій
- Дементьєв Ігор
- Дзівідзінський Владислав
- Дзюба Олена
- Дімсков В’ячеслав

## Є
- Єременко Андрій